# Доминополь
Доминополь — не существующее в настоящее время село на территории Украины в Волынской области. В период до 1939 г. административно числилось в составе Польши, в Волынском воеводстве. Ныне территория входит в состав Ковельского района Волынской области.
Весной 1943 г. в Доминополе был создан польский партизанский отряд из 90 человек под командованием Станислава Домбровского, сотрудничавший с УПА
Село было уничтожено 11 июля 1943 г. отрядом УПА. В память о событии на месте, где раньше располагалось село, установлен крест.